# فالديت إدريزي

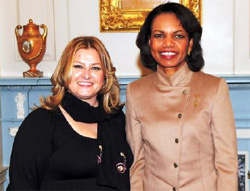
فالديت إدريزي مع وزيرة الخارجية الأمريكية كونديليزا رايز

فالديت إدريزي، هي المديرة التنفيذية لمنظمة بناء مجتمع متروفيكا غير الحكومية، والتي أسستها، والتي تعمل لأجل السلام وبناء المجتمع في منطقة متروفيكا الواقعة شمالي كوسوفو. كانت منظمة بناء مجتمع ميتروفكيا قبل عام 2008 المنظمة الوحيدة في ميتروفيتسا التي شجّعت على المصالحة وإعادة بناءالعلاقات بين الألبان والصرب. فالديت هي من العرقية الألبانية من كوسوفو في منطقة ميتروفيكا، وقد فقدت منزلها عام 1999، عندما غزا الصرب المنطقة. حتى عام 2008، كان منزلها لا يزال محتلاً من قبل الصرب. استطاعت المنظمة ترتيب عودة بعض الصرب إلى ديارهم في كوسوفو، وبسبب ذلك تلقت فالديت تهديدات بالقتل من المليشيا الألبانية في كوسوفو. اختيرت فالديت كمدير تنفيذي لمنصّة CiviKosفي ديسمبر 2011، وهذه مبادرة شكّلتها منظمات المجتمع المدني في كوسوفو تهدف إلى إنشاء بيئة مواتية للتعاون في قطاع المجتمع المدني الرسمي والحكومي." 
حازت فالديت جائزة نساء الشجاعة الدولية عام 2008، وحازت جائزة السلام العالمية أخوات المحبة عام 2009.